# Bildstock (Bad Kissingen, Am Steingraben)

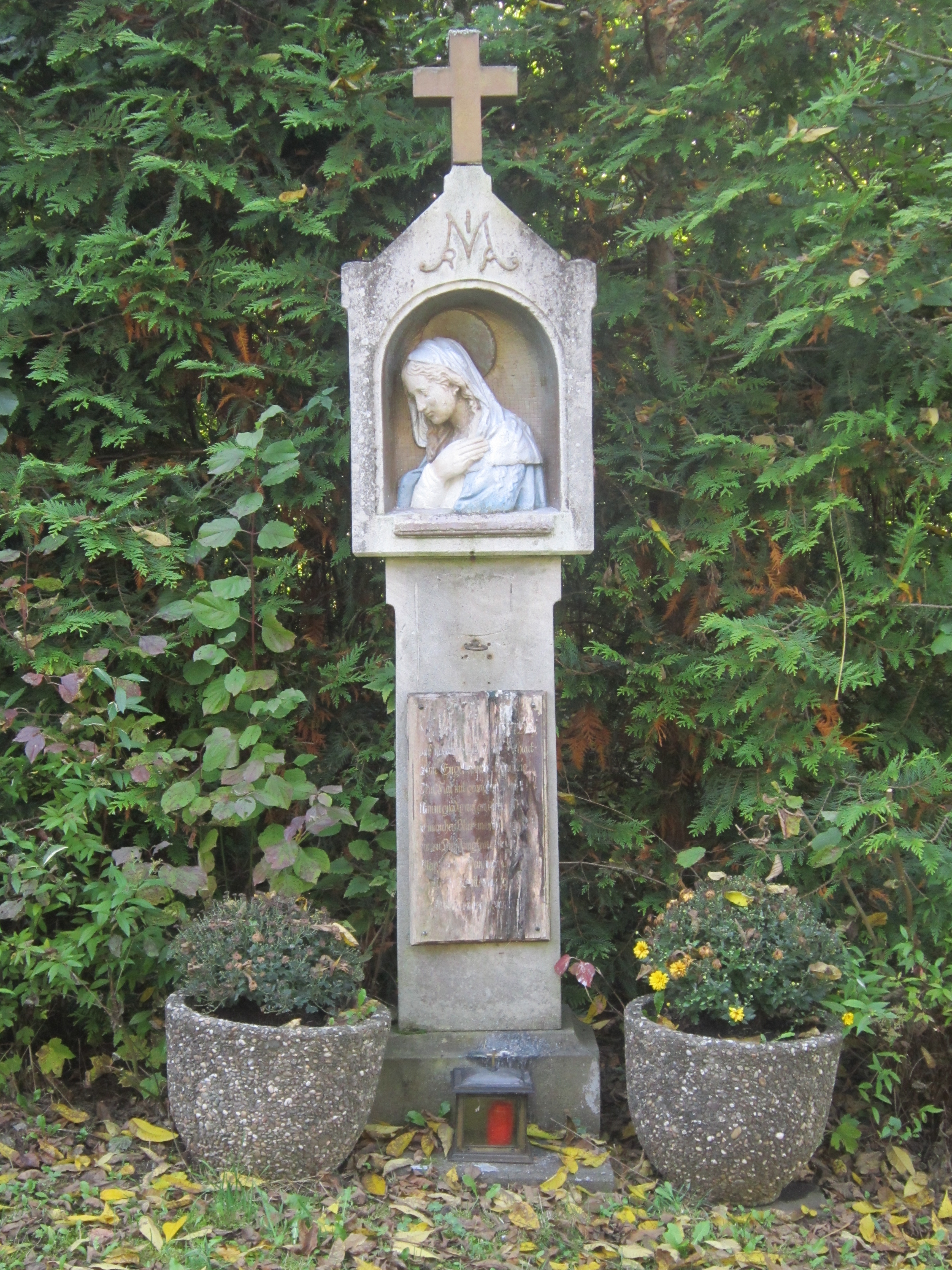
Bildstock, Am Steingraben, Bad Kissingen.

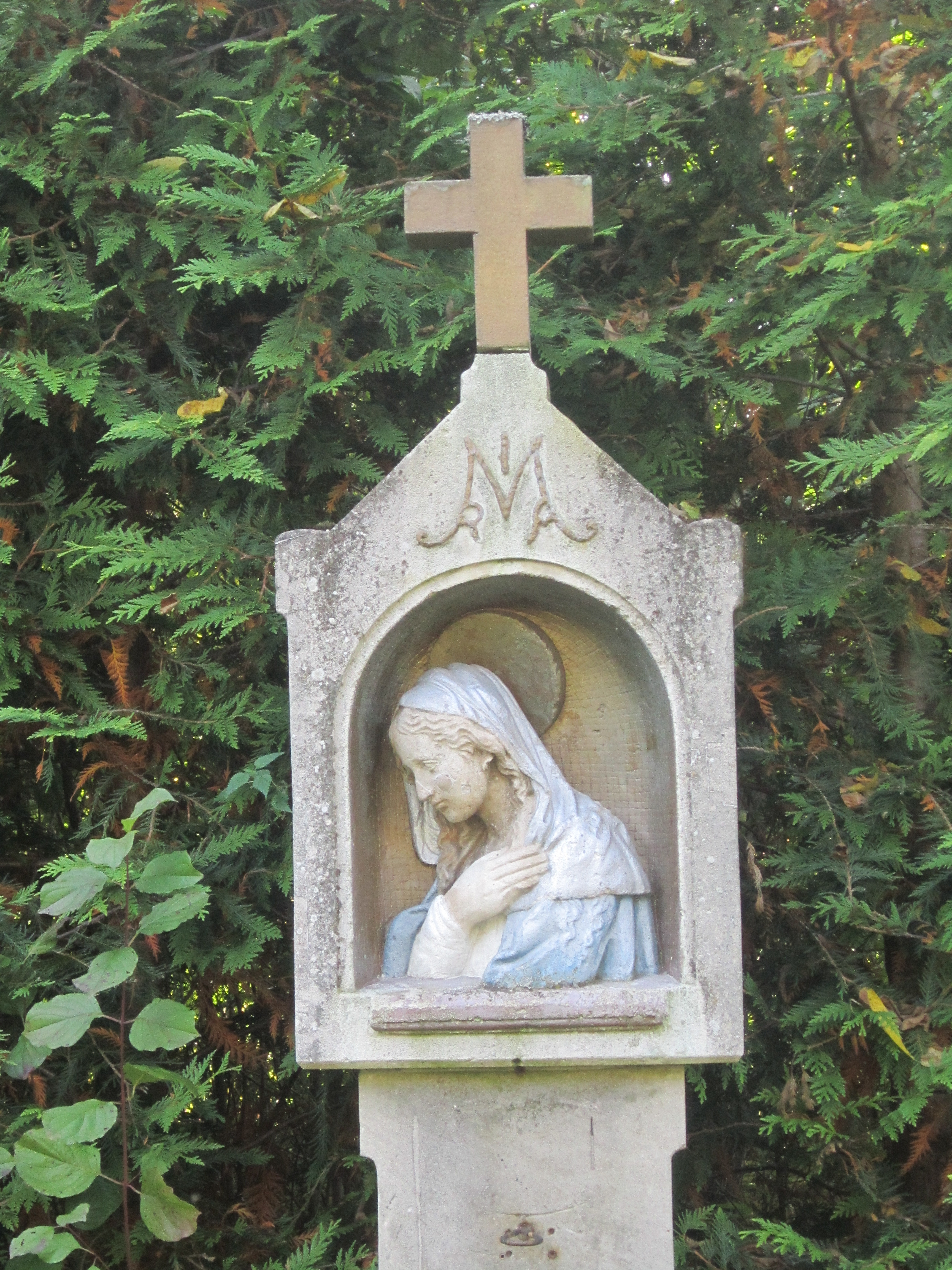
Nahaufnahme

Der Bildstock Am Steingraben ist ein Flurdenkmal in Bad Kissingen, der Großen Kreisstadt des unterfränkischen Landkreises Bad Kissingen. Er gehört zu den  Bad Kissinger Baudenkmälern und ist unter der Nummer D-6-72-114-255 in der Bayerischen Denkmalliste registriert.

## Geschichte
Der Bildstock wurde um 1900 von einem italienischen Bildhauer geschaffen und besteht aus Kunststein.
Der Bildstock ist 250 cm groß und besteht aus einem Nischenaufsatz mit Brustrelief der Muttergottes als "ancilla domini" über einem Sockel und einem Vierkantschaft. Der Bildstock wird von einem golden bemalten Steinkreuz bekrönt. Über der vertieften Nische befindet sich ein Marienmonogramm.
In späterer Zeit nach seiner Entstehung verfiel der Bildstock und geriet in Vergessenheit. Im Jahr 1958 wurde er von einer Neubürgerin wiederentdeckt und instand gesetzt.